# Philaposte
Philaposte est une direction opérationnelle à compétence nationale (DOCN), rattachée à l’une des 5 branches du groupe La Poste, la branche grand public et numérique. Philaposte est chargée d’exécuter le programme philatélique officiel français, fixé par le président-directeur général du groupe La Poste, sur propositions de la Commission philatélique. Avant la convention du 12 mai 2022, le programme philatélique annuel était officialisé par arrêté publié au Journal Officiel de la République Française.
Philaposte imprime les timbres sur son site de Boulazac (Boulazac Isle Manoire depuis 2016), en Dordogne.

## Historique

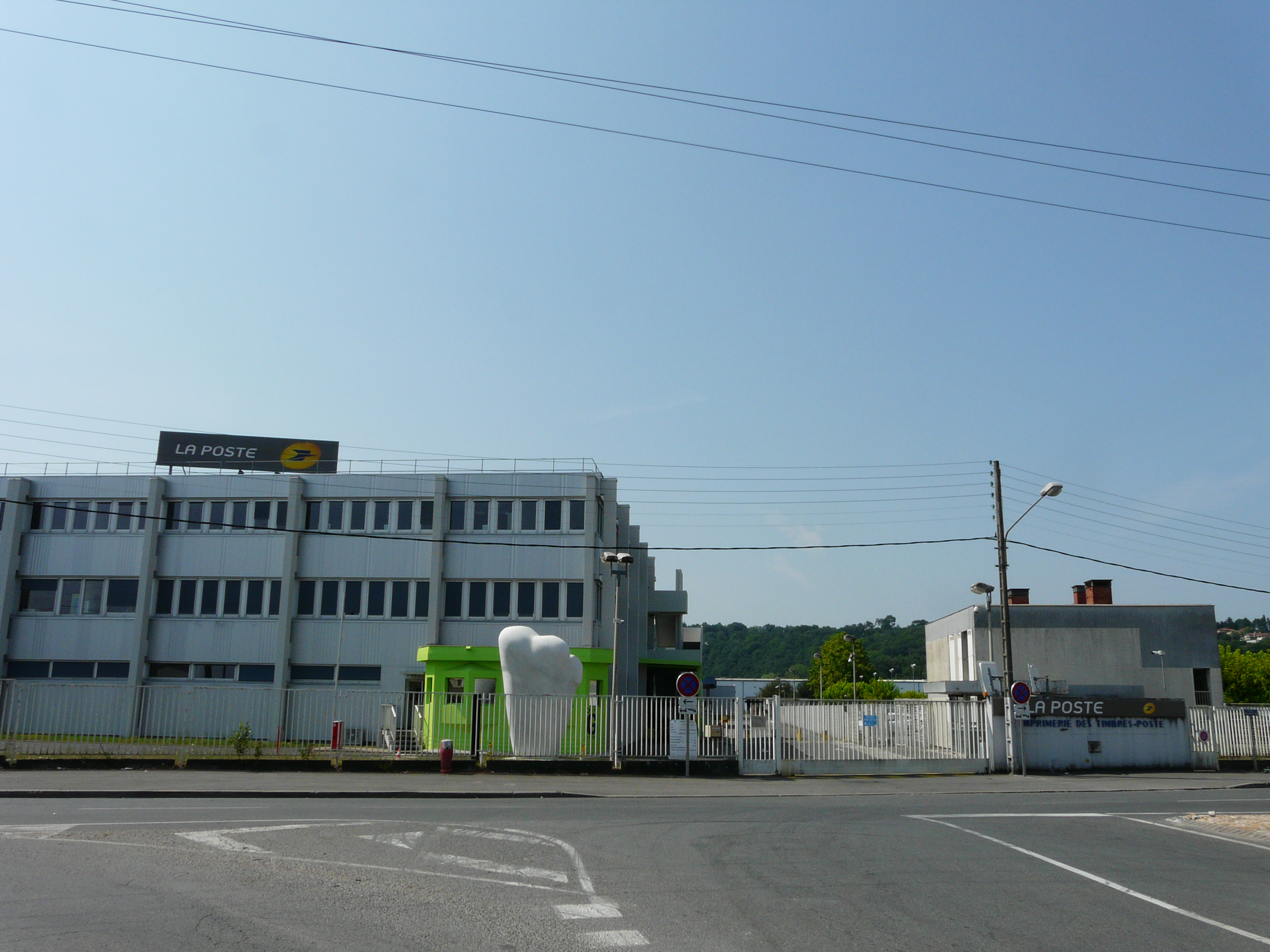
L'entrée de Philaposte Boulazac.

Après avoir confié l'impression des timbres-poste à la Monnaie de Paris, dépendant du ministère des Finances (de 1849 à 1875) puis à la Banque de France de 1876 à 1880, l'administration des Postes rachète l'imprimerie parisienne de la rue d'Hauteville et le matériel s'y trouvant, qui réalise les timbres au type Sage depuis 1876.
En 1895, une nouvelle imprimerie et un dépôt de timbres-poste sont construits dans le sud de Paris, au 103 boulevard Brune, dans le 14e arrondissement.
Au début de la Seconde Guerre mondiale, la production est temporairement délocalisée à Limoges.
Le 15 juin 1970, Yves Guéna, ministre des Postes et Télécommunications, inaugure l'imprimerie des timbres-poste et des valeurs fiduciaires à Boulazac, dans une zone industrielle proche de Périgueux. Le premier timbre imprimé sur ce site est la Marianne de Cheffer (0,40 franc rouge).
En mai 1989 a lieu la création du Service national des timbres-poste et de la philatélie (SNTP), service chargé « de l'ingénierie, de la fabrication, de la vente et de la promotion des timbres-poste, des produits philatéliques et des valeurs fiduciaires ». 
En mars 2006, le SNTP devient Philaposte. L'Imprimerie des timbres-poste et valeurs fiduciaires est alors rebaptisée Philaposte Boulazac, du nom de la commune de Dordogne où elle est située, en périphérie de Périgueux. Les premiers timbres à porter le nouvel intitulé de l'imprimerie sont émis au type Marianne des Français attenants à des vignettes personnalisées.
Depuis 2010, une partie des timbres imprimés par Philaposte arborent la lettre grecque Phi (φ puis Φ), caractérisant les timbre du programme philatélique et les distinguant ainsi des cinq autres catégories de timbres (timbres d’usage courant, timbres des carnets de correspondance, collectors de timbres, timbres spéciaux à tirage limité et timbres personnalisés sur commande).
D'abord en minuscule (φ), la lettre Phi apparaît en majuscule (Φ) depuis une décision publiée dans la charte de la philatélie de 2018.
L'actuel directeur de Philaposte est Paul Dworkin depuis le 1er janvier 2023.
Philaposte est membre de l'Association pour le développement de la philatélie.

## Organisation
Philaposte regroupe trois entités : le siège à Gentilly (en région parisienne), l’imprimerie Philaposte Boulazac (en Dordogne) et une boutique à Paris. L'imprimerie de Boulazac comporte 27 000 m2 et emploie entre 420 et 430 personnes. Philaposte fait travailler une dizaine de graveurs (Pierre Albuisson, Claude Jumelet, Yves Beaujard, Sarah Bougault, Sophie Beaujard, Sarah Lazarevic, André Lavergne, Christophe Laborde-Balen, par exemple) et aussi des dessinateurs comme Cyril de La Patellière, Louis Arquer, Jean-Paul Véret-Lemarinier, Christian Broutin. 
L’imprimerie Philaposte Boulazac regroupe sur un site la publication assistée par ordinateur (PAO), les techniques d’impression taille-douce (TD), héliogravure, offset à plat et en continu, typographie, sérigraphie et numérique et les clicheries correspondantes, les compléments à l’impression, la finition, le conditionnement, un service client et la vente à distance,. 
Philaposte Boulazac exerce les techniques d’impression suivantes : taille-douce, héliogravure, offset, numérique, mixte offset/taille douce, ainsi que dorure à chaud, gaufrage, sérigraphie, perforation multiformes, typographie…
Un nouveau timbre est émis chaque semaine.

### Activités
L'imprimerie réalise les timbres de France métropolitaine et des territoires d'outre-mer exerçant leur autonomie philatélique et postale. Elle a aussi été l'imprimerie du Bureau d'études des postes et télécommunications d'outre-mer (BEPTOM) de 1958 à 1994 au bénéfice des administrations postales de pays africains. Elle livre également des clients postaux étrangers. 
Ses timbres portent la signature d'imprimerie : « ITVF » en bas du timbre jusqu'en 2006, puis « Philaposte ».
Les activités de l'imprimerie sont régulièrement présentées lors d'expositions philatéliques françaises[réf. nécessaire] telles que le salon Paris Philex, salon du timbre qui se tient au Parc des Expositions à Paris tous les deux ans (l'édition 2020 a été annulée en raison de l'épidémie de coronavirus). Au cours de ces expositions, des machines sont présentées au public, ainsi que les savoir-faire des graveurs.
Du fait de la diminution de l'activité philatélique, l'imprimerie réalise aussi des étiquettes pour bouteilles de vin.